# Sokal
Sokal (în ucraineană Сокаль) este orașul raional de reședință al raionului Sokal din regiunea Liov, Ucraina. În afara localității principale, nu cuprinde și alte sate.

## Demografie
Componența lingvistică a orașului Sokal
     Ucraineană (97,12%)
     Rusă (2,37%)
     Alte limbi (0,2%)
Conform recensământului din 2001, majoritatea populației orașului Sokal era vorbitoare de ucraineană (97,12%), existând în minoritate și vorbitori de rusă (2,37%).